# Clérey-sur-Brenon
Clérey-sur-Brenon è un comune francese di 63 abitanti situato nel dipartimento della Meurthe e Mosella nella regione del Grand Est.

## Società

### Evoluzione demografica
Abitanti censiti